# Бенгела (аэропорт)
Аэропорт Бенгела — аэропорт, расположенный в одноимённом городе (Ангола). В португальские времена назывался аэропортом Венансио Десландес.

## История
Построен в 1963 году, может принимать малые и средние самолёты, обслуживая международный аэропорт Катумбел.
Во время гражданской войны в Анголе это был гражданский аэропорт, а близлежащий аэропорт служил военной базой для национальных ВВС Анголы.